# Natalika
Natalika je česká hudební skupina z Brna, zpracovávající lidové písně celého světa bez ohledu na etnickou příslušnost (cikánské, řecké, francouzské, ruské, srbské, písně v jidiš, španělštině, maďarštině, turečtině, včetně českých a moravských lidových).
V roce 1999 vyhrála celostátní Portu.
Hudební kritici repertoár Nataliky, jenž je silně ovlivněn východní melodikou, povětšinou zařazují do world music. Kapela představuje mix nejrůznějších žánrů (např. folku, folkloru, swingu, šansonu atd.).
Hlavní interpretkou Nataliky je zpěvačka a violoncellistka Natálie Velšmídová, která zpívá ve 14 jazycích. Doprovod Nataliky je založen na zvuku akustických nástrojů jako je violoncello, mandolína (Tomáš Janík), kytara (Jan Polyak), kontrabas (Mojmír Kunc) a další.

## Diskografie
- Mým národům (1998)
- Nikdo nesmí chodit po mé hladině (1999)
- Touha která duši svírá (2001)